# Sessório
Sessório (em latim: Sessorium; em grego: Σεσσώριον; romaniz.: Sessórion), também chamado Palácio Sessoriano (em latim: Palatium Sessorianum), foi um edifício de origem desconhecida situado no extremo sudeste da Região V, nas imediações do Anfiteatro Castrense, em Roma. Era mais antigo que a Muralha Aureliana, que atravessou através dele, mas sua data de construção é incerta. Segundo Samuel Ball Platner, uma possível menção precoce ao edifício estaria na obra do livro Galba de Plutarco, onde é mencionado, em grego, um edifício chamado Sestério (em grego: Σηστέριον; romaniz.: Sestérion). Filippo Coarelli sugere que teria sido iniciado sob Sétimo Severo (r. 193–211) e concluído por Heliogábalo (r. 218–222). Seja como for, ele aparece nos Excertos Valesianos (em latim: Excerpta Valesiana) e em alguns escólios do século VI, onde menciona-se que pobres e criminosos eram enterrados fora da Porta Esquilina, no Sessório.
A porção do Sessório situada fora da Muralha Aureliana foi destruída em data desconhecida, enquanto a seção interna tornar-se-ia um residência imperial pelo começo do século IV, com Helena, mãe do imperador Constantino, o Grande (r. 306–337), residindo ali. Durante seu reinado Constantino converteu um dos salões do palácio na Basílica de Santa Cruz em Jerusalém, e colocou dentro dela os fragmentos da Vera Cruz que Helena trouxe de Jerusalém. O salão possuía 34,35 metros de comprimento, 21,75 de largura e 20 de altura com cinco arcos abertos para cada lado e janelas acima, e assemelhava-se em construção e esquema de decoração ao "Templo da Cidade Sagrada" (em latim: Templum Sacrae Urbis) do imperador Vespasiano (r. 69–79).
Constantino emparedou os arcos e adicionou a abside no final leste, mas as colunas não foram construídas até o século XVIII. Ao norte da igreja estão os restos de outro salão do Sessório, que consiste na abside com contrafortes externos, adicionada quase imediatamente após sua construção, e o começo da nave, provavelmente pertencendo ao tempo do imperador Magêncio (r. 306–312). O salão da igreja permaneceu intacto até o século XVI e foi erroneamente chamado de Templo de Vênus e Cupido (em latim: Templum Veneris et Cupidinis). Em 1887, mais restos de um edifício datável cerca do ano 100 foram encontrados neste ponto.